# Hélder da Costa

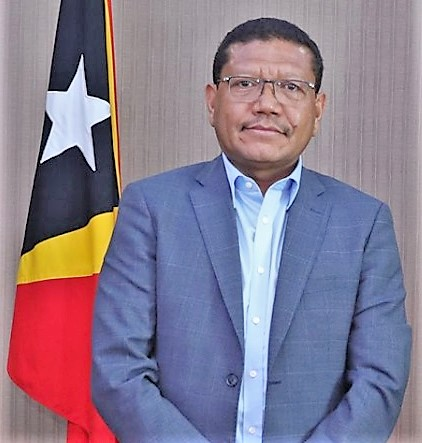
Hélder da Costa (2019)

Hélder da Costa ist der Generalsekretär der g7+-Staaten, einer internationalen Organisation von fragilen Staaten. Costa stammt aus Osttimor.

## Werdegang
Hélder da Costa hat in 1994 ein Masterstudium in Landwirtschaftsökonomie an der Massey University in Neuseeland abgeschlossen. Er erhielt 2001 einen Doktortitel in Handelspolitik von der University of Adelaide. Mehrere Jahre war er Direktor des Centro Nacional de Investigação Científica (CNIC) der Universidade Nasionál Timór Lorosa'e (UNTL).
In Australien, Neuseeland und Südostasien sammelte er 27 Jahre lang Erfahrungen in Entwicklungspolitik, Landwirtschaft, effiziente Hilfe und Management. Vor seiner Tätigkeit als Generalsekretär war Costa im Finanzministerium Osttimors unter Ministerin Emília Pires nationaler Koordinator der Fragile-Staaten-Initiative.
Als Generalsekretär der g7+ koordiniert er seit 2010 das in Osttimors Landeshauptstadt Dili im Finanzministerium ansässige Sekretäriat. Zudem berät er die Finanzminister der g7+ zur Effizienz von Hilfen und der Einführung vom New Deal in deren Ländern und auf globaler Ebene. Neben seinem Amt als Generalsekretär ist Costa Chefberater im Nationaldirektorat für die Effizienz von Hilfen im osttimoresischen Finanzministerium.

## Veröffentlichungen  (Auswahl)
- Building East Timor's economy. The roles of foreign aid, trade and investment. Diss., Department of Economics, University of Adelaide 2000.
- als Herausgeber mit Colin Piggin, Cesar J. da Cruz, James Fox: Agriculture: New Directions for a new Nation – East Timor (Timor-Leste). Australian Centre for International Agricultural Research, Canberra 2003.
- New Deal for Fragile States Needs Time and Political Commitment to Flourish